# Las Nubes, Motozintla
Las Nubes är en ort i Mexiko.   Den ligger i kommunen Motozintla och delstaten Chiapas, i den sydöstra delen av landet, 900 km sydost om huvudstaden Mexico City. Las Nubes ligger 1 439 meter över havet och antalet invånare är 211.
Terrängen runt Las Nubes är bergig österut, men västerut är den kuperad. Runt Las Nubes är det tätbefolkat, med 297 invånare per kvadratkilometer. Närmaste större samhälle är Huixtla, 15,3 km sydväst om Las Nubes. I omgivningarna runt Las Nubes växer i huvudsak städsegrön lövskog.